# Міноя (острів)
Міноя (дав.-гр. Μινοια) — у давнину невеликий острів в Саронічній затоці,  поруч із давньогрецькою гаванню Нісея у Мегариді. Із містом Мегари острів сполучав міст, і саме таким чиниом утворював гавань Нісеї.
За переказами, отримав свою назву від імені критського царя Міноса, чий флот нібито стояв біля острова під час облоги Мегар. Проте цей міф може мати і пізніше походження — щоб пояснити очевидну співзвучність назви острова і царського імені. На честь острова отримала ім'я мегарська колонія на Сицилії — Міноя, або ж Геркалея Міноя.
Острів мав стратегічне значення, адже блокував вихід з порту Нісеї, а відтак — майже всю мегарську торгівлю, тому у (430 р. до н. е.) — під час Пелопоннеської війни був захоплений афінянами і утримувався ними принаймні до 414 році до н. е.